# 鎌倉市立第一小学校
鎌倉市立第一小学校（かまくらしりつ だいいちしょうがっこう）は、神奈川県鎌倉市由比ガ浜にある公立小学校。鎌倉市内では最も歴史のある公立小学校である。
学校正門は、往古の車大路（現在は誤って琵琶小路と呼ばれることもある）に、通用門（通常閉鎖）は若宮大路に面する。
ほとんどの卒業生は、鎌倉市立第一中学校に入学するが、一部の生徒は鎌倉市立御成中学校に進む。

## 概要
1893年（明治26年）に尋常由比浜小学校として創設された。
元からの鎌倉住民のほか、保養等のため鎌倉に一時的に滞在した文化人、財界人の子弟や、戦前には海軍高級士官の留守家族等も、すぐ近くのハリス記念鎌倉幼稚園を経て数多く入学している。このため、地方の小学校としては教育レベルは高かったが、卒業の前後になると東京に転校し、当時全国旧制中学の最高峰であった府立第一中学（現・都立日比谷高校）に入学するものも見受けられた。また、地元の旧制湘南中学や逗子開成中学等に進み、海軍兵学校や、旧制高校を経て東大等に進学した著名人も少なくない。
かつては旧鎌倉全域を校区としていたが、大正時代に二階堂に鎌倉第二小学校が設けられたほか、昭和になって、御成町に御成小学校、極楽寺に稲村ガ崎小学校が新設されたことに伴い、校区は狭まった。この間、昭和22年に鎌倉小学校から第一小学校に改称している。もっとも、現在も、大町、材木座、由比ガ浜、長谷等市内住宅街の中心部の多くを校区に含む。
校章（星月）は、鎌倉の枕詞「星月夜」に由来する。これは、極楽寺坂切通しにある「星月夜の井」（別名「星の井」、鎌倉十井の一つ）に因むもの。なお、校旗は、明治41年1月初め、鎌倉御用邸に避寒の為滞在の明治天皇の皇女富美宮允子内親王、泰宮聡子内親王から贈られたもので、赤塩瀬二枚合せ地の両面に星（金糸）、月（銀糸）の縫い取りがされ、縁に金モール、金茶色絹蛇腹が施されている。なお、由緒ある校旗の傷みが激しくなったことから、現在の校旗は昭和57年に複製したもの。旧校旗は鎌倉国宝館に永久保存されている。
校歌は新旧二つ存在し、旧校歌は明治39年（1906年）に制定され、作詞は新保磐次。現校歌は昭和30年（1955年）の「現在地開校50周年記念式典」において制定された。作詞吉野秀雄、作曲山田耕筰。

## 歴史
出典
- 1893年（明治26年）1月11日 - 尋常由比浜小学校開校。
- 1905年（明治38年）5月5日 - 現位置に新設、鎌倉小学校と改称。この日（5月5日）を開校記念日と定めた。
- 1906年（明治39年）2月11日 - 旧校歌制定。
- 1908年（明治41年） - 明治天皇第八皇女富美宮、第九皇女泰宮両者から校旗を拝受。
- 1925年（大正14年）5月 - 新校舎3棟16教室ができる。
- 1926年（大正15年）4月1日 - 鎌倉第二小学校へ、児童約400名分出。
- 1933年（昭和8年）11月20日 - 鎌倉御成小学校へ、児童約700名分出。
- 1947年（昭和22年）4月1日 - 学制改革により、鎌倉市立第一小学校と改称。
- 1948年（昭和23年）7月31日 - 鎌倉市立稲村ケ崎小学校へ、児童約600名分出。
- 1954年（昭和29年）5月10日 - 特殊学級開設。
- 1955年（昭和30年）11月6日 - 現在地開校50周年記念式典挙行し、新校歌制定。
- 1965年（昭和40年）1月30日 - 第7校舎と第8校舎が焼失。
- 1966年（昭和41年）5月4日 - 新校舎第1期工事落成（1号棟）。
- 1968年（昭和43年）9月1日 - 新校舎第2期工事落成（2号棟・給食室）。
- 1971年（昭和46年）9月1日 - 新校舎第3期工事落成（1号棟増築）。
- 1973年（昭和48年） - 開校記念日を「5月5日」から、「1月11日」に変更。
- 1975年（昭和50年）3月15日 - 屋内体育館落成。
- 1979年（昭和54年）4月30日 - 第4期工事落成（3号棟）により、校舎完成。
- 1981年（昭和56年）9月14日 - 1号棟管理諸室改築。
- 1982年（昭和57年）12月8日 - 校旗新調。旧校旗は鎌倉国宝館に永久保存となった。
- 1983年（昭和58年）
  - 1月11日 - 開校90周年を祝い、朝会にて記念式が挙行されたほか、記念行事も開催された。
  - 3月11日 - 焼却炉新設。
  - 3月31日 - 屋外便所新設。
- 1985年（昭和60年）9月30日 - 体育倉庫新設。
- 1986年（昭和61年）9月30日 - 散水施設新設。
- 1988年（昭和63年）3月10日 - 陶芸庫新設。
- 1989年（平成元年）
  - 3月28日 - 校庭大改修工事完了。
  - 10月1日 - 外壁工事完了。
- 1991年（平成3年）
  - 1月19日 - 中庭改修工事完了。
  - 9月1日 - 1号棟3階教室と4階教室の改築工事完了。
- 1992年（平成4年）
  - 9月1日 - 1号棟の1階教室と2階教室の改築工事完了。
  - 9月12日 - 学校5日制のため、第2土曜日が休日になる。同日、学校施設（運動場と体育館）を開放する。
  - 10月5日 - 食器改善のため給食室改築工事完了。
- 1993年（平成5年）
  - 1月9日 - この日から1月18日まで、開校百年を祝い、記念式典や記念行事が行われた。
  - 4月1日 - 指導方法（ティームティーチング研究）開始。
  - 9月1日 - 2号棟教室改修工事完了（ランチルーム改修）。
- 1994年（平成6年）4月1日 - 弱視学級開設。
- 1995年（平成7年）11月30日 - 1号棟トイレ改修工事完了。
- 1996年（平成8年）10月31日 - 2号棟トイレ改修工事完了。
- 1997年（平成9年）10月1日 - 2号棟教室改修工事完了（多目的室）。
- 1998年（平成10年）3月31日　- 弱視学級閉鎖（児童卒業のため）。
- 1999年（平成11年）
  - 1月31日 - 1号棟耐震工事完了。
  - 3月31日 - 障害児学級閉鎖（児童転校のため）。同日、2号棟外階段取り付け工事完了。
- 2000年（平成12年）
  - 4月1日 - 知的障害児学級開級。
  - 時期不明 - 第2理科室改修工事完了。
  - 9月11日 - ベランダ手摺改修工事完了。
- 2001年（平成13年）
  - 4月1日 - 情緒障害児学級開級。
  - 12月3日 - 1号棟管理諸室耐震工事完了。
- 2003年（平成15年）12月19日 - 音楽室冷房設備設置完了。
- 2004年（平成16年)
  - 4月 - この月から、ビオトープ池造成・整備。
  - 12月 - 大型遊具を撤去し、チェーンネット遊具等設置。
- 2006年（平成18年）
  - 11月17日 - 鎌倉市と上田市小学校交流事業による交流会実施（6学年児童）。
  - 時期不明 - 第1音楽室及び隣普通教室改修工事完了。
- 2012年（平成24年） - 弱視学級「月組」を新設（事実上の「弱視学級」再設）。
- 2014年（平成26年） - 体育館及び校舎屋上工事完了。
- 2017年（平成29年） - 普通教室（24教室）にエアコン設置。

## 通学区域
出典
- 大町2丁目（全域）
- 大町3丁目（全域）
- 大町4丁目（全域）
- 大町5丁目（全域）
- 大町6丁目（全域）
- 大町7丁目（全域）
- 材木座1丁目（全域）
- 材木座2丁目（全域）
- 材木座3丁目（全域）
- 材木座4丁目（全域）
- 材木座5丁目（全域）
- 材木座6丁目（全域）
- 由比ガ浜2丁目（全域）
- 由比ガ浜3丁目（全域）
- 由比ガ浜4丁目（全域）
- 長谷1丁目（全域）
- 長谷2丁目（1番～14番、19番(1号～3号、27号～29号)）
- 長谷3丁目（1番～11番）

## 進学先中学校
出典
- 鎌倉市立第一中学校 - 大町・材木座・由比ガ浜から通う児童の進学先
- 鎌倉市立御成中学校 - 長谷から通う児童の進学先

## 著名な出身者
- 山本義正（山本五十六元帥海軍大将の長男、ハリス記念鎌倉幼稚園から入学、6年時に東京へ転校）
- 今井敬（元経団連会長、ハリス記念鎌倉幼稚園から入学、東京へ転校）
- 江藤淳（文芸評論家、新宿区立戸山小学校から転入）
- 石渡徳一（前鎌倉市長）
- 島英二（ミュージシャン、ザ・ワイルドワンズメンバー、2年時に世田谷区立八幡小学校から転入）[6]

## 周辺
- 放課後子どもひろばだいいち - 敷地が隣接。
- 鎌倉市鎌倉体育館 - 敷地が隣接。
- 江ノ島電鉄江ノ島線 - 線路は校地のすぐそばを通るが、和田塚駅は少し離れている。
- 神奈川県道21号横浜鎌倉線
- 神奈川県警鎌倉警察署
- 鎌倉女学院中学校・高等学校 - 鎌倉警察署に隣接。
- 石造宝竹匡印塔
- 日本基督教団鎌倉教会
  - 学校法人日本基督教団鎌倉教会学園ハリス記念鎌倉幼稚園 - 進学前幼稚園のひとつ。
- 京浜急行バス鎌倉営業所

## アクセス
- 京浜急行バス「（系統番号無し）九品寺循環線」・「鎌11」・「鎌12」・「鎌40」・「鎌41」の各系統で、「小学校前」停留所下車後、
  - 九品寺経由鎌倉駅東口行、海岸橋行・海岸橋経由鎌倉駅東口行、九品寺行、小坪経由逗子・葉山駅行、小坪経由鎌倉駅東口行のりば（グローブ鎌倉前）から、徒歩約140m・約2分（鎌倉体育館前にある県道21号線を跨ぐ歩道橋経由）。
  - 下馬四ツ角経由鎌倉駅東口行のりば（やまか鎌倉店前）から、徒歩約140m・約2分。
- 江ノ島電鉄江ノ島線和田塚駅から、
  - 駐日ロシア大使館鎌倉別荘脇の歩道経由で、校地東側の裏門まで、徒歩約260m・約4分。
  - 校地西側の学校正門まで、徒歩約350m・約5分。

## その他
- 1950年代に鎌倉カーニバルが行われていた時代には、小学校体育館がミス・コンテストの会場となっており、大佛次郎や横山隆一らが水着審査を行っていた[7]。